# Robert Jospé
Robert Jospé (Manhattan, 1950. április 17. –) amerikai dzsesszdobos.

| Robert D. Jospé                           | Robert D. Jospé                           |
| Kattints az alábbi külső linkek egyikére! | Kattints az alábbi külső linkek egyikére! |
| ----------------------------------------- | ----------------------------------------- |
| Nem található szabad kép.(?)              |                                           |
| külső link · jogvédett                    | Robert D. Jospé                           |

## Pályafutása
Szülei zenekedvelő belgák voltak. A massachusettsi Weston Iskolába járt, közben beisatkozott a Berklee College of Music nyári tanfolyamára, ahol belevágott a hivatásos dobos-képzésbe. Iskolái elvégzése után New Yorkba költözött és ott egyetemre járt.
Az ezt követő években bekerült a New York-i zenei életbe. A a Cosmology fúziós együttes tagja lett. Jospé 1990-ben kiadta az Inner Rhythm című CD-jét. A "„Time to Play” és a „Blue Blaze” című számokat magasra értékelte a Down Beat.
Sok privát rendezvényen és házikoncerten játszott – többek között Tony Bennettel Németországban.
Az Inner Rhythm együttes vezetőjeként és dobosaként elismerő kritikákat kapott; többek között a Washington Posttól is.

## Lemezek
- 2014: Robert Jospé Express
- 2019: Just Lookin'
- 2000: Lue Blaze